# 徹底トレーニング英会話
『徹底トレーニング英会話』（てっていトレーニングえいかいわ）は、NHKラジオ第2放送で放送されたラジオ英会話講座である。

## 放送時間
月曜日から土曜日の 14:45 - 15:00（JST）、再放送は同日の 23:40 - 23:55（いずれもJST）のほか、日曜日の 14:30 - 16:00にその週全ての6本分をまとめて放送している。サブタイトルは Let's Practice（レッツ・プラクティス）。2008年度は2006年度の再放送であった。
2007年度までは本放送が月曜日から土曜日の 12:25 - 12:40で、再放送は、同日の 15:10 - 15:25、23:30 - 23:45（いずれもJST）のほか、日曜日の 11:45 - 12:30に月曜日から水曜日の3本分をまとめて放送されていた。

## 内容
講師は前番組の『英会話レッツスピーク』に引き続き、コンテンツクリエイターの岩村圭南。母語話者のゲストも前身と同じで、ジュリア・ヤマコフとグレッグ・デール。
「英語の筋肉を鍛える」ことに最重点をおいていた前番組の方針は引き継がれ、更にリスニングに重点をおいた曜日も設け、英会話力全般のトレーニングを目指している。NHKの英会話講座に独自につけられているレベルの目安で、レベル4から5（レベル5が最高）と位置づけられている。ここ数年（2007年度まで）は他の英語講座番組が2日1セット（月曜、水曜、金曜の初回放送で更新し、以後火曜、木曜、土曜日まで繰り返し再放送する）が基本となっているが、この番組は放送されている全曜日（日曜除く）毎日違う内容で放送された。

### 月曜日 - 水曜日 Let's Speak!
スキット（会話文）に基づき、スピーキングの訓練を行う。スキットのリピート、ロール・プレイ（役割練習）を中心に、オーバーラッピング（母語話者の発音にかぶせるように発音する）、シャドウイング（文章を見ずに聴き取りだけでオーバーラッピングする）を多用し、15分間口をフル回転させる構成となっており、実際に声を出さずには聞く意味がないほどの練習量が盛り込まれている。また、ディクテーション（聴いて書き取る）問題もあり、これについても発音練習する。

### 木曜日 Let's Review!
月曜から水曜の復習。前半はスキットの確認と、内容についてのリスニングテスト。後半は月曜から水曜に覚えた表現をつかった短文のオーバーラッピング訓練が主である。

### 金曜日 Let's Read Out Loud!
「音読徹底トレーニング」と題し、英語の「音読」に重点が置かれる曜日である。4つのモノローグ（独白）のセンテンスを、オーバーラッピング、シャドウイングで何度も発音練習する。一通り練習した後には、同じモノローグが数ヶ所ずつ空欄になっているテキストのページに移り、さらに発音練習する。最後にその内の1つを暗誦する。

### 土曜日 Let's Listen!
リスニング（聴き取り）のトレーニングの曜日である。空欄の穴埋め問題、2つのセンテンスのディクテーション問題、長めのモノローグ（会話）を聴いてその後の質問に答える問題などをこなす。
※ 2007年度10月期のみ、短い会話･長めの会話（モノローグ）を聴いてその後の質問に答える問題があった。

### 日曜日
月曜日から水曜日放送分を3本連続再放送。これで毎日「口が英語漬け」の時間を持てることになる。「毎日1分でも多く英文を口に出すこと」が講師岩村よりの上達アドバイスである。
※ 月曜日が5週ある場合の週は金曜・土曜の番組を再放送する場合がある。
※ 2008年度4月期からは月曜日から土曜日分を6本連続再放送する。

## 歴史
- この番組の前身である「英会話レッツスピーク」の内容を一部改訂し、リスニング練習のパートが土曜日に行われるのをきっかけに、タイトルを変更して2006年4月3日より放送開始。
- 2006年4月に各国語学講座が改変され、放送時間の大幅な変更があった。本放送時間は15時台から12時台へ、15時台の放送は15分早まり、19時台の放送はなくなった。夜の放送開始は、22:30から23:30へと1時間遅くなった。